# Mateu Jaume i Garau
Mateu Jaume i Garau (Llucmajor, 1813 – 19 de febrer del 1886) va ser sacerdot, bisbe de Menorca i de Mallorca.
El 1826 estudiava a la Universitat Luliana de Mallorca. Fou canonge de Palma. Va ser creat bisbe de Menorca l'any 1858, i al 8 de desembre del mateix any inaugurà el Seminari Diocesà, que havia començat el seu antecessor Tomás de Roda. En la diòcesi menorquina el succeí el bisbe Mercader quan, l'any 1875, Jaume va ser destinat a la seu de Mallorca.
El nou bisbe exercí el càrrec una dotzena d'anys (1875-1886), i el seu mandat estigué marcat per diverses actuacions de futur. Així, en l'any 1878 començà una col·lecció de peces artístiques, provinents d'esglésies i monestirs mallorquins, que seria l'embrió del Museu Diocesà de Mallorca que crearia el bisbe Campins el 1906 i, dos anys més tard, patrocinà la creació de la Societat Arqueològica Lul·liana que fundà el 1880 Bartomeu Ferrà; també fou actor en el salvament de tres pintures de Pere Nisart procedents de l'església de Sant Antoni de Pàdua de Ciutat (derruïda a començaments del segle XX), que es passaren a conservar a la "Societat Arqueològica Lul·liana". Finalment, Mateu presidí, en nom del sant Pare, la coronació solemne de la imatge de la Mare de Déu de Lluc, el 10 d'agost del 1884.
En el camp social, va donar suport a la fundació dels "Cercle d'Obrers Catòlics" de Ciutat i de Manacor, i a la fundació de l'"Associació de Sant Josep".
Morí entre el 10 i el 25 de febrer del 1886.
El seu germà Antoni va ser president de la Societat Arqueològica Lul·liana.

## Obres
- Discurso panegírico que con ocasión de celebrarse en la iglesia de religiosas capuchinas de la ciudad de Palma la solemne canonización de Santa Verónica Juliani pronunció en la citada iglesia día 11 de 1840 don Mateo Jaume Pro. Palma: Imp. Nacional de Juan Guasp Pascual, 1840
- Carta pastoral que ... Mateo Jaume y Garau, Obispo de Menorca dirige a sus diocesanos con motivo de la situación actual de los estados pontificios y de la declaración de guerra al Imperio de Marruecos Mahón: Tip. Juan Fábregues y Pascual, 1859
- Carta pastoral que ... Mateo Jaume y Garau Obispo de Menorca dirige á sus diocesanos con motivo de la encíclica expedida por Nuestro Santísimo Padre el Papa Pio IX á 8 de diciembre de 1864 Mahón: Tip. Juan Fábregues y Pascual, 1865
- [Carta pastoral: "de la restauración del templo construído por la colonia griega establecida en Mahón durante la dominació inglesa"] Mahón: Tip. de Fábregues hermanos, 1866
- Carta pastoral que ... Mateo Jaume y Garau Obispo de Menorca dirige á sus diocesanos con motivo de la alocución pronunciada por Nuestro Santísimo Padre el Papa Pio IX en el Consistorio de 29 de octubre de 1866 Mahón: Tip. de Fábregues hermanos, 1867
- Instrucción pastoral del ... Obispo de Menorca sobre la reducción de dias festivos otorgada por su Santidad al Reino de España con decreto de 2 de mayo de 1867 Mahón: Tip. de Fábregues hermanos, 1867
- Carta pastoral del ... obispo de Menorca, al Clero y fieles de su Diócesis, publicando la Idulgencia Plenaria en forma de Jubileo que con motivo de la celebración del Concilio General ha concedido el Soberano Pontifice Mahón: Imp. M. Parpal, 1869
- Carta pastoral en que ... Mateo Jaume y Garau Obispo de Menorca se despide de sus diocesanos con ocasión de su viage á Roma para asistir al Concilio Ecuménico Mahón: Imp. M. Parpal, 1869
- [Carta pastoral] Mahón: Imp. M. Parpal, 1871
- Carta Pastoral que ... Mateo Jaume y Garau, Obispo de Menorca, dirige a sus diocesanos anunciando el jubileo concedido á todos los fieles del orbe católico por nuestro Santisimo Padre el Papa Pio IX Ciudadela: Tip. S. Fábregues, 1875
- Carta pastoral que ... Mateo Jaume y Garau Obispo de Menorca dirige en despedida á sus diocesanos con motivo de su traslación á la silla y Obispado de Mallorca Ciudadela: Tip. S. Fábregues, 1875
- Carta pastoral Palma: Imp. de Villalonga, 1883